# Michael Maltese
Michael Maltese (6 de febrero de 1908 en Nueva York - 22 de febrero de 1981) fue un guionista estadounidense de dibujos animados que trabajaba la modalidad literaria del oficio y también la gráfica.

## Biografía
En 1941, Maltese fue contratado por Leon Schlesinger Productions, que tres años más tarde se convirtió en Warner Bros. Cartoons, Inc. (Maltese apareció en un dibujo animado de Porky como guardia de Warner Brothers, titulado You Ought to Be In Pictures). Comenzando a finales de los años 1940, trabajó exclusivamente con el director Chuck Jones, y los dos crearon cortometrajes ganadores del premio Óscar como For Scent-imental Reasons (1949) y el documental animado de seguridad pública, So Much For So Little que ganó ese mismo año el "Oscar al mejor documental corto". Junto a Jones creó los personajes Pepé le Pew y El Coyote y el Correcaminos.
Algunos de sus primeros trabajos incluyen Bear Feat (1949), The Rabbit of Seville (1950) y Rabbit Fire (1951). Sus trabajos más famosos son Feed the Kitty (1952), Beep, Beep (1952), Rabbit Seasoning (1952), Don't Give up the Sheep (1953), Duck Amuck (1953), Bully for Bugs (1953), Bewitched Bunny (1954), From A to Z-Z-Z-Z (1954) y Beanstalk Bunny (1955). También trabajó en One Froggy Evening (1955), la primera aparición de Michigan J. Frog.  
Algunos de sus trabajos posteriores fueron Ali Baba Bunny (1957), Robin Hood Daffy (1958), What's Opera, Doc? (1957) y Duck Dodgers in the 24½th Century (1953). Maltese también colaboró con Jones en la serie de televisión de los años 1960 Tom y Jerry. Entre 1958 y 1970, trabajó para Hanna-Barbera Productions en algunos dibujos animados para televisión como The Huckleberry Hound Show, Los Picapiedra y Los Supersónicos.